# Brudzew (powiat Turecki)
Brudzew is een dorp in het Poolse woiwodschap Groot-Polen, in het district Turecki. De plaats maakt deel uit van de gemeente Brudzew en telt 1620 inwoners.